# Tony Atlas
Anthony White (23 de Abril de 1954) mais conhecido por Tony Atlas, é um atleta bodybuider e treinador de wrestling profissional, podendo atuar também como lutador. Faz parte do WWE Hall of Fame; desde 2006.

## Carreira

### Anos 70 a anos 90
Atlas estreou no wrestling em 1974, na National Wrestling Alliance. Também passou pela World Championship Wrestling, World Wrestling Council, World Class Championship Wrestling, World Wrestling Federation e outras. Geralmente, fazia time com Tommy Rich, Dick Murdoch e Rocky Johnson.
Pela WWF, Atlas formou time com Rocky Johnson, pai de The Rock, derrotando os Wild Samoans, conquistando o título de duplas da WWF. Após se retirar por três anos da WWF, Atlas encerra a sua carreira profissional em 1994.

### 2006-presente
Em 1 de Abril de 2006, Tony Atlas foi introduzido no WWE Hall of Fame. A partir daí, criou centros de treinamento para lutadores.
Atlas apareceu na WWE em 8 de Julho de 2008, pela ECW, one tornou-se o árbitro especial na luta entre Tommy Dreamer e Colin Delaney. Tornou-se muito amigo e manager de Mark Henry, acompanhando ele no WWE Great American Bash deste ano.
Após o draft, Mark Henry foi para a Raw e Tony Atlas ficou na ECW. Atlas se tornou animador do programa de Abraham Washington na ECW, até o fim da mesma, quando foi demitido.

## No wrestling

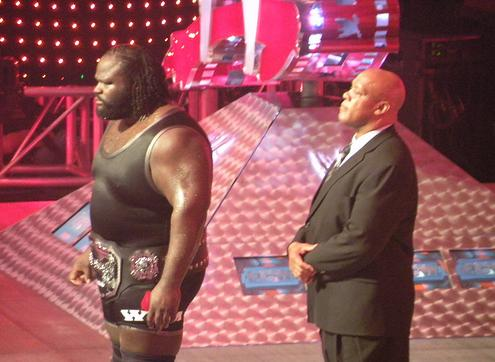
Tony Atlas como manager de Mark Henry.

- Golpes
  - Military press slam
  - Nairobi Drop

- Managers
  - Cactus Jack
  - Tony Rumble
  - Dawn Marie Psaltis[2]

- É (foi) manager de
  - Mark Henry

## Títulos e prêmios
- Americas Wrestling Federation
  - AWF North American Heavyweight Championship (1 vez)[3]
- Century Wrestling Alliance
  - CWA Heavyweight Championship (1 vez)[4]
- Eastern Wrestling Alliance
  - EWA Heavyweight Champion (1 vez)[5]
- Georgia Championship Wrestling
  - NWA Georgia Heavyweight Championship (1 vez)[6]
  - NWA Georgia Tag Team Championship (4 vezes) – com Tommy Rich (1), Mr. Wrestling II (1),Thunderbolt Patterson (1) and Kevin Sullivan (1)[7]
- International World Class Championship Wrestling
  - IWCCW Heavyweight Championship (2 vezes)[8]
- International Wrestling (Quebec)
  - WCWA Brass Knuckles Championship (1 vez)[9]
- Mid-Atlantic Championship Wrestling
  - NWA Mid-Atlantic Heavyweight Championship (1 vez)[10]

- NWA Tri–State
  - NWA West Virginia/Ohio Heavyweight Championship (1 vez)[11]
- Pro Wrestling Illustrated
  - PWI Mais Improvável lutador do Ano (1980)[12]
  - PWI o colocou como # 64 dos 500 melhores lutadores durante a PWI 500 de 1996.[13]
  - PWI o colocou como # 171 dos 500 melhores lutadores durante a PWI 500 de 2003.[14]
- Southwest Championship Wrestling
  - SCW Southwest Brass Knuckles Championship (1 vez)[15]
- World Class Wrestling Association
  - WCCW Television Championship|WCWA Television Championship (1 vez)[16]
  - WCWA Texas Tag Team Championship (1 vez) – com Skip Young[17]
- World Wrestling Council
  - WWC North American Tag Team Championship (1 vez) – com Miguel Pérez, Jr.[18]
- World Wrestling Federation/Entertainment
  - WWE Hall Of Fame (Classe de 2006)[19]
  - WWF Tag Team Championship (1 vez) – com Rocky Johnson[20]